# Quattro Giorni di Dunkerque
La Quattro Giorni di Dunkerque (in francese Quatre Jours de Dunkerque) è una corsa a tappe maschile di ciclismo su strada che si svolge nei dintorni di Dunkerque, nella regione francese dell'Alta Francia, ogni anno in maggio. Storicamente riservata ai professionisti, nel 2005 è stata inserita nel calendario dell'UCI Europe Tour come prova di classe 2.HC, mentre dal 2020 è parte del circuito UCI ProSeries come prova di classe 2.Pro.

## Storia
Spesso accompagnata da sfavorevoli condizioni atmosferiche, come solitamente accade nelle regioni del nord Europa durante il periodo di maggio, la corsa, giunta a oltre 60 edizioni, ha visto primeggiare tra gli altri Jacques Anquetil, Roger De Vlaeminck e Bernard Hinault, ed in epoca più recente ciclisti come Stephen Roche, Johan Museeuw ed Aleksandr Vinokurov.
Il corridore che può vantare il maggior numero di successi in classifica generale in questa competizione rimane ad ogni modo il belga Freddy Maertens, capace di ottenere ben quattro vittorie: 1973, 1975, 1976 e 1978.

## Albo d'oro
Aggiornato all'edizione 2025.
| Anno | Vincitore                             | Secondo                               | Terzo                                 |
| ---- | ------------------------------------- | ------------------------------------- | ------------------------------------- |
| 1955 | Louis Deprez                          | Roland Callebout                      | Roger Calewaert                       |
| 1956 | Jan Adriaensens                       | Gilbert Desmet                        | Albert Bouvet                         |
| 1957 | Joseph Planckaert                     | Pierre Everaert                       | Jean Stablinski                       |
| 1958 | Jacques Anquetil                      | Jean Brankart                         | André Darrigade                       |
| 1959 | Jacques Anquetil                      | Joseph Morvan                         | Frans Aerenhouts                      |
| 1960 | Joseph Planckaert                     | Jean Stablinski                       | Pierre Everaert                       |
| 1961 | Ab Geldermans                         | Raymond Poulidor                      | Pierre Beuffeuil                      |
| 1962 | Joseph Groussard                      | Jean-Baptiste Claes                   | Piet Rentmeester                      |
| 1963 | Joseph Planckaert                     | Hans Junkermann                       | André Messelis                        |
| 1964 | Gilbert Desmet                        | Yvo Molenaers                         | Jos Huysmans                          |
| 1965 | Gilbert Desmet                        | Pierre Everaert                       | Arie den Hartog                       |
| 1966 | Theo Mertens                          | Jan Janssen                           | Pierre Beuffeuil                      |
| 1967 | Lucien Aimar                          | Jean-Baptiste Claes                   | Bernard Guyot                         |
| 1968 | Jean Jourden                          | Rémi Van Vreckom                      | Raymond Poulidor                      |
| 1969 | Alain Vasseur                         | Marinus Wagtmans                      | Willy In 't Ven                       |
| 1970 | Willy Van Neste                       | Jean-Marie Leblanc                    | Henri Heintz                          |
| 1971 | Roger De Vlaeminck                    | Willy Van Malderghem                  | Jürgen Tschan                         |
| 1972 | Yves Hezard                           | Luis Ocaña                            | Ferdinand Bracke                      |
| 1973 | Freddy Maertens                       | Frans Verbeeck                        | Joop Zoetemelk                        |
| 1974 | Walter Godefroot                      | Michael Wright                        | Freddy Maertens                       |
| 1975 | Freddy Maertens                       | Jean-Pierre Danguillaume              | Bernard Thévenet                      |
| 1976 | Freddy Maertens                       | Jean-Pierre Danguillaume              | Roger Legeay                          |
| 1977 | Gerrie Knetemann                      | Jos Jacobs                            | Jean-Luc Vandenbroucke                |
| 1978 | Freddy Maertens                       | Jean-Pierre Danguillaume              | Gerrie Knetemann                      |
| 1979 | Daniel Willems                        | Bert Oosterbosch                      | Jean-Luc Vandenbroucke                |
| 1980 | Jean-Luc Vandenbroucke                | Hubert Linard                         | Joaquim Agostinho                     |
| 1981 | Bert Oosterbosch                      | Sean Kelly                            | Jacques Bossis                        |
| 1982 | Frank Hoste                           | Ferdi Van Den Haute                   | Stephen Roche                         |
| 1983 | Leo van Vliet                         | Paul Sherwen                          | William Tackaert                      |
| 1984 | Bernard Hinault                       | Jean-Luc Vandenbroucke                | Bruno Cornillet                       |
| 1985 | Jean-Luc Vandenbroucke                | Bruno Wojtinek                        | Rudy Matthijs                         |
| 1986 | Dirk De Wolf                          | Régis Simon                           | Gilbert Duclos-Lassalle               |
| 1987 | Herman Frison                         | Patrice Esnault                       | Charly Mottet                         |
| 1988 | Pascal Poisson                        | Charly Mottet                         | Eric Vanderaerden                     |
| 1989 | Charly Mottet                         | Thierry Marie                         | Stephen Roche                         |
| 1990 | Stephen Roche                         | François Lemarchand                   | Thierry Marie                         |
| 1991 | Charly Mottet                         | Laurent Jalabert                      | Johan Museeuw                         |
| 1992 | Olaf Ludwig                           | Frans Maassen                         | Vjačeslav Ekimov                      |
| 1993 | Laurent Desbiens                      | Vjačeslav Ekimov                      | Eddy Seigneur                         |
| 1994 | Eddy Seigneur                         | Olaf Ludwig                           | Andrei Tchmil                         |
| 1995 | Johan Museeuw                         | François Simon                        | Erik Zabel                            |
| 1996 | Philippe Gaumont                      | Thierry Laurent                       | Olaf Ludwig                           |
| 1997 | Johan Museeuw                         | Frank Vandenbroucke                   | Daniele Contrini                      |
| 1998 | Aleksandr Vinokurov                   | Artūras Kasputis                      | Evgenij Berzin                        |
| 1999 | Michael Sandstød                      | Enrico Cassani                        | Christian Vande Velde                 |
| 2000 | Martin Rittsel                        | Artūras Kasputis                      | Robert Hunter                         |
| 2001 | Didier Rous                           | Laurent Jalabert                      | Stéphane Heulot                       |
| 2002 | Sylvain Chavanel                      | Didier Rous                           | Laurent Brochard                      |
| 2003 | Christophe Moreau                     | Didier Rous                           | Laurent Brochard                      |
| 2004 | Sylvain Chavanel                      | Laurent Brochard                      | Didier Rous                           |
| 2005 | Pierrick Fédrigo                      | Vladimir Efimkin                      | Christophe Moreau                     |
| 2006 | Roberto Petito                        | Stéphane Pétilleau                    | Didier Rous                           |
| 2007 | Matthieu Ladagnous                    | Laurent Lefèvre                       | Dominique Cornu                       |
| 2008 | Stéphane Augé                         | Clément Lhôtellerie                   | Pierrick Fédrigo                      |
| 2009 | Rui Costa                             | David Lelay                           | Cyril Lemoine                         |
| 2010 | Martin Elmiger                        | Rui Costa                             | José Joaquín Rojas                    |
| 2011 | Thomas Voeckler                       | Laurent Pichon                        | Zdeněk Štybar                         |
| 2012 | Jimmy Engoulvent                      | Zdeněk Štybar                         | John Degenkolb                        |
| 2013 | Arnaud Démare                         | Florian Vachon                        | Ramon Sinkeldam                       |
| 2014 | Arnaud Démare                         | Sylvain Chavanel                      | Michael Valgren                       |
| 2015 | Ignatas Konovalovas                   | Bryan Coquard                         | Alo Jakin                             |
| 2016 | Bryan Coquard                         | Marco Frapporti                       | Xandro Meurisse                       |
| 2017 | Clément Venturini                     | Sander Armée                          | Oliver Naesen                         |
| 2018 | Dimitri Claeys                        | André Greipel                         | Oscar Riesebeek                       |
| 2019 | Mike Teunissen                        | Amund Grøndahl Jansen                 | Jens Keukeleire                       |
| 2020 | annullata per la pandemia di COVID-19 | annullata per la pandemia di COVID-19 | annullata per la pandemia di COVID-19 |
| 2021 | annullata per la pandemia di COVID-19 | annullata per la pandemia di COVID-19 | annullata per la pandemia di COVID-19 |
| 2022 | Philippe Gilbert                      | Oliver Naesen                         | Jake Stewart                          |
| 2023 | Romain Grégoire                       | Kasper Asgreen                        | Cees Bol                              |
| 2024 | Sam Bennett                           | Paul Penhoët                          | Jenno Berckmoes                       |
| 2025 | Samuel Watson                         | Lewis Askey                           | Carlos Canal                          |

### Vittorie per nazione
Aggiornato all'edizione 2025.
| Pos.          | Paese       | Vittorie |
| ------------- | ----------- | -------- |
| 1             | Francia     | 29       |
| 2             | Belgio      | 24       |
| 3             | Paesi Bassi | 5        |
| 4             | Irlanda     | 2        |
| 5             |             |          |
| Germania      | 1           |          |
| Kazakistan    | 1           |          |
| Danimarca     | 1           |          |
| Svezia        | 1           |          |
| Italia        | 1           |          |
| Portogallo    | 1           |          |
| Svizzera      | 1           |          |
| Lituania      | 1           |          |
| Gran Bretagna | 1           |          |